# Guru

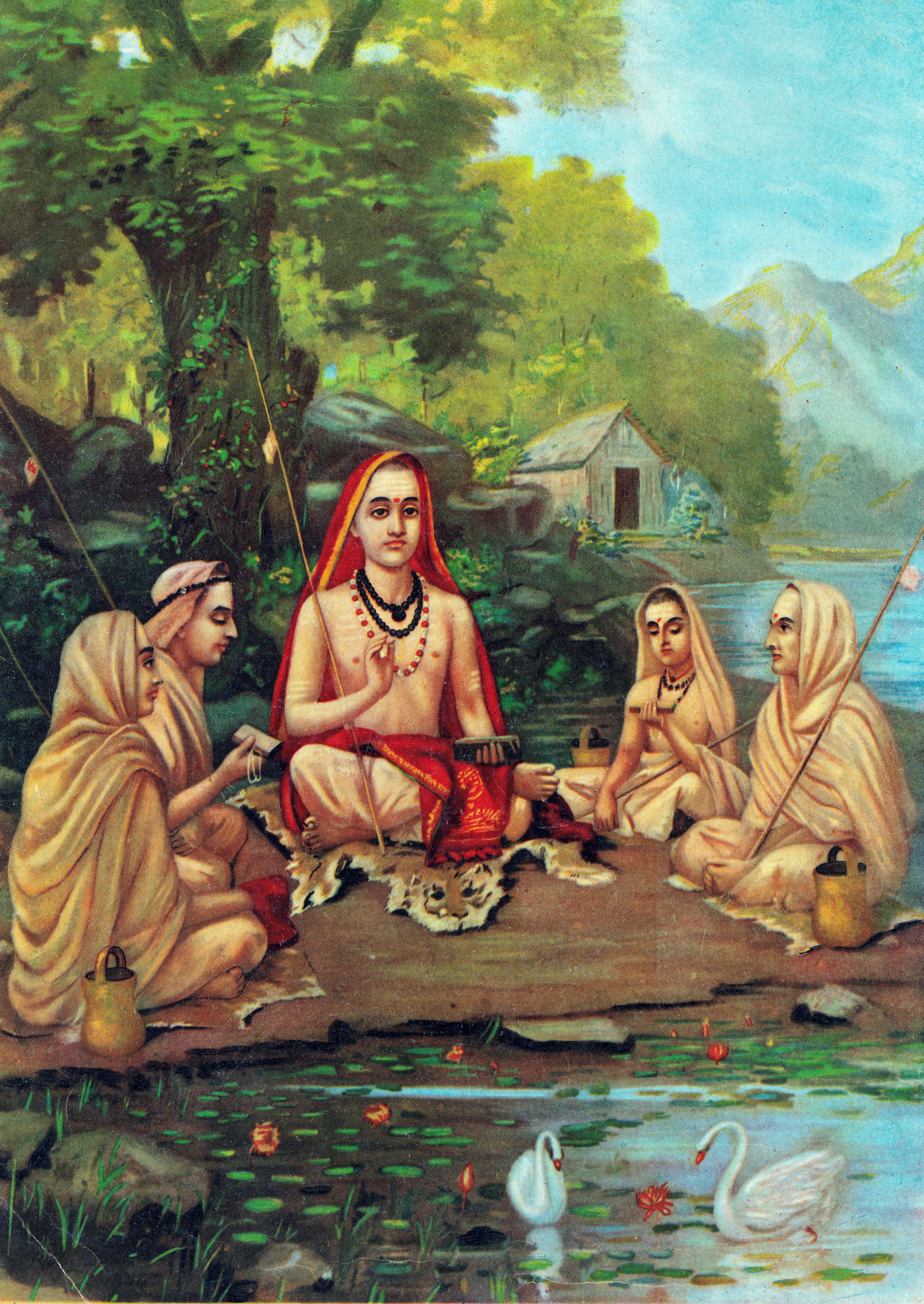
Guru (Ádi Sankara) tanítványai között

A guru (dévanágari: गुरु),  a tanító szanszkrit elnevezése, eredetileg a világi tudásanyag, de később a vallási, spirituális tudás közvetítője elsősorban az indiai vallásokban, a hinduizmusban és a szikhizmusban, dzsainizmusban, buddhizmusban. A hinduizmusban a  megszabadulás (móksa) felé vezető úton a legfőbb segítő.
A hindu vaisnavizmus, saivizmus és tantrizmus legfőbb alakja. A hiteles guruk láncolata (parampara) biztosítja az átadott tudás megbízhatóságát, a hagyomány változatlanságát. A guruk feltétlen tisztelete és a beléjük fektetett  bizalom a bhakti megjelenésével lett meghatározó.
A buddhizmusban is jelentősége van, bár a tibeti buddhizmuson kívül nem tölt be annyira meghatározó szerepet mint a hinduizmusban, szikhizmusban, illetve a Krisna-tudat hívői között. A transzcendentális meditációk központi eleme.
Némely felfogásban a guru a móksát istenként közvetlenül adományozza [forrás?], de a legtöbb nézet szerint többnyire útmutatást ad csak, nem részesít a megszabadulásban. 
Egy guru továbbá olyasvalaki, aki másokat tetszőleges tapasztalatban képes részesíteni.

## A hinduizmusban
A hinduizmusban a guru spirituális tanítómester, aki a transzcendentális tudást adja át a tanítványainak. A hindu nézet alapján a guru maga Isten személyes megtestesülése, akinek feladata a tanítványok vezetése. A guru egységben létezik Istennel. Isten kegyelme a guru alakját ölti. A gurut látni annyi, mint Istent látni. Az ő személye ébreszti fel az odaadást másokban, jelenléte mindenkit megtisztít.
A guru szava Isten szava. Társasága megvilágosító erejű. Vele élni azonos a spirituális életre neveléssel. 
A guru valójában kapocs az egyén és a halhatatlan között. Ott áll a halhatatlanság küszöbén, és lehajolva egyik kezével a küszködő lelkeket segíti, a másikkal pedig felemeli őket az örök boldogság és végtelen igazság-tudatosság birodalmába. A guru a móksa-dvára (megszabadulás kapuja), ő a transzcendens tudatosság kapuja, amelyen azonban a törekvőnek magának kell átlépnie. A guru segítség, de a szádhana (spirituális tevékenység) feladata a tanítványra hárul. Akik még csak a spirituális ösvény elején tartanak, azoknak szükségük van gurura. Hogy egy gyertyát meggyújtsunk, szükségünk van egy másik égő gyertyára. Ehhez hasonlóan csak egy megvilágosodott lélek képes egy másik lelket a megvilágosodáshoz juttatni.
Ahhoz, hogy valakiből guru legyen, Isten utasítása szükséges. Csupán a könyvekből szerzett tudás senkit nem tesz guruvá. Csak arról lehet kijelenteni, hogy guru, aki már áttanulmányozta a Védákat, és személyes megtapasztalás révén közvetlen tudással bír az Átmanról (Lélekről) és Brahmanról (a Legfőbb Önvalóról). A dzsívanmukta (megszabadult bölcs) az igazi guru. Ő a szadguru, aki azonos a Brahmannal. Ő Brahman ismerője.
A hindu eposz, a  Mahábhárata csúcspontján, a kuruksétrai csatamezőn Ardzsuna, a pándava herceg  kocsihajtója, Krisna világosítja fel barátját arról, hogy a tanítványnak végletes odaadásban kell alávetnie magát tanítójának, gurujának, hiszen az magát istent képviseli a földön. Ebből a párbeszédből született a hinduizmus eszméinek legszentebb gyűjteménye, a  Bhagavad Gíta. A guruk szerepe az eredeti értelemben vett hindu hagyományokban folytatódik,   például a Védánta, jóga, tantra és bhakti iskolákban.

### Siksa és díksa guru
A hinduizmusban az ember feladata kettős e földön: fenntartani az életét és felismerni Önmagát. Élete fenntartása céljából meg kell tanulnia megszerezni mindennapi kenyerét. Önmaga felismerése érdekében pedig szolgálnia, szeretnie és meditálnia kell.
Az a mester, aki a világi tudnivalók ismeretére tanítja, a siksā (शिक्षा) guru, míg az, aki megmutatja az Önmegvalósítás útját, a díksā (दीक्षा) guru. Siksā guru sok van - annyi, ahányféle dolgot meg akar tanulni valaki. Díksā guru csak egy lehet - az, aki elvezet a móksához vagyis a végső megszabaduláshoz.

### Szatguru
A szatguru vagy szadguru (szanszkrit:  सत्गुरु vagy सद्गुरु ) jelentése: az igazi guru. A kifejezést megkülönböztetik a guruk egyéb formáitól, például a szentírás-tanítóktól. A szatguru egy olyan cím, amelyet kifejezetten csak egy megvilágosodott risinek vagy szentnek adnak, akinek életcélja a beavatott egyének vezetése a spirituális úton.
Számtalan sziddhivel (természetfeletti képességgel) van megáldva, a sziddhik birtoklása ugyanakkor nem azt a célt szolgálja, hogy egy bölcs ily módon nyilvánítsa ki nagyságát, s nem is jelent bizonyítékot arra vonatkozóan, hogy elérte volna az Önmegvalósítást. A szatguruk általában nem mutatják be csodás képességeiket, olykor azonban mégis megtehetik annak érdekében, hogy a tanítványokat meggyőzzék a fizikai síkon túli dolgok létezéséről, így adva bátorítást nekik és ültetve el a hitet szívükben.

## Buddhizmusban
Már az első buddhista iskolákban, illetve a théraváda buddhizmusban a guru, mint tanító, fontos szerepet töltött be, de nem a hinduizmusban ismert  spirituális közvetítőként, hanem inkább a lelki társ, egyfajta mentor szerepét töltötte be.   A tibeti buddhizmusban már központi jelentőségű, hiszen a tantrikus tanok továbbadásában szerepe megkerülhetetlen.

## Szikhizmusban
A szikhizmusban a guru közvetlenül a vallásalapító Nának gurura és kilenc közvetlen utódjára vonatkozik. Hitük szerint a guruk lényegi egységbe olvadtak, az utolsó guru Góbind Szingh a guruságot szent könyvükre, az Ádi Granthra (Guru Granth Száhib) és a szikh közösségre (khálsza) hagyományozta.

## Dzsainizmusban
A guru a dzsainizmusban alapvetően a spirituális tanító szerepét tölti be, jellemzően a dzsain aszkétákon keresztül. A guru egyike a dzsainák három alapkategóriájának (tattva), a másik kettő a törvény (dharma), és az istenség (Déva). Egyes közösségekben, például a svétámbara-szektában hagyományos, a hinduizmusban megszokott mester-tanítvány átadási vonal létezik. A gurut rituális tisztelet illeti meg, a guru-vandan és guru-upasti során felajánlásokat tesznek a gurujuk felé, aki ezért színes vagy illatos  porokkal hinti meg a tanítvány fejét.